# Pala dei Disciplini
La pala dei Disciplini è un dipinto ad affresco di due pittori negli ambiti di Paolo da Caylina il Vecchio e Andrea Bembo, databile al 1460-1470 e collocato nella chiesa di Santa Maria del Carmine a Brescia, come pala d'altare della cappella dei Disciplini della Madonna del Carmine, la prima a destra.

## Storia
La cappella viene costruita attorno alla metà del XV secolo, nell'ambito della fabbrica della nuova chiesa, assieme alle altre poste in sequenza sulla stessa navata. Nell'ambiente si insedia la confraternita dei Disciplini della Madonna del Carmine, che evidentemente commissiona l'esecuzione della pala ad affresco per il proprio altare. Non sono comunque chiare le vicende che portano il dipinto a differenziarsi su due registri eseguiti da due autori diversi, anche perché non è ricostruibile l'entità originale delle rispettive dimensioni. Il dipinto inferiore, infatti, appare evidentemente decurtato sia sui fianchi, sia lungo il margine inferiore.
Nel corso dei secoli, l'affresco viene mantenuto e viene addirittura incorniciato nell'apparato dell'altare tardo seicentesco, con una semplice ma inusuale soluzione compositiva per mantenere la cuspide. Tuttavia, dalle guide storiche della città si apprende che a questo altare vi era una tela con il Martirio di sant'Orsola di Antonio Gandino, ma la studiata incorniciatura marmorea barocca dimostra la consapevolezza dell'esistenza dell'affresco sottostante.

## Descrizione e stile
L'affresco superiore, cuspidato, rappresenta una Pentecoste, mentre il sottostante, lievemente compresso e come detto decurtato sui tre lati, una Incoronazione della Vergine tra angeli musicanti. I due affreschi sono un'opera molto pregevole di due diversi artisti lombardi, attivi tra gli anni '60 e '70 del XV secolo e ancora legati al gusto del gotico internazionale, con alcune inflessioni al linguaggio tedesco nel serrato affollamento dei personaggi. I colori vertono principalmente su toni vivaci e i contorni del disegno sono molto marcati. Nella Pentecoste si ha anche un tentativo di realismo nel movimento e nell'atteggiarsi delle varie figure, senza tuttavia ottenere un risultato concreto in tal senso e trasformandosi così in valore convenzionale. Si rileva una certa vicinanza ai modi di Paolo da Caylina il Vecchio, al cui ambito è da ascrivere questo affresco.
Nella Incoronazione si avverte invece un maggior senso di intimità, clima derivato dalle composizioni veneziane di Antonio Vivarini e Jacopo Bellini. La scena principale si snoda nuovamente su tre personaggi molto ravvicinati e ulteriormente serrati in un possente trono architettonico in prospettiva centrale. Notevoli sono gli Angeli musicanti alle estremità, decisamente affiancabili a quelli che compongono la Gloria di angeli a corona della Madonna col Bambino nel presbiterio della chiesa di San Francesco d'Assisi a Brescia. Questi affreschi sono stati eseguiti quasi sicuramente nel 1464 e sono ascrivibili a Andrea Bembo.